# Антигонія (Хаонія)

Епір за античності

Антигонія (дав.-гр. Αντιγόνεια) — старогрецьке місто в Хаонії, Епір, а також головне внутрішнє місто древніх хаонців. Його було засновано в III столітті до н. е. Пірром Епірським, що назвав його на честь однієї зі своїх дружин, Антигони, дочки Береніки I та падчерка Птолемея I Сотера. 198 року до н. е. римляни перемогли македонські війська Філіпа V. Жителі Антигонії були на стороні македонців, тож коли римляни їх перемоли 167 року до н. е., вони вирішили покарати тих, хто боровся проти них. Римляни підпалили 70 міст в Епірі, включно з Антигонією, яку після цього не було відновлено. Нещодавно знайдена церква, на підлозі якої є мозаїка святого Христофора та грецька емблема, що засвідчують існування міста за періоду раннього християнства, є останньою будівлею, що було збудовано в стародавній Антигонії. Її було зруйновано впродовж нападів слов'ян у VI ст. н. е.
Ці руїни розташовано неподалік на південь від села Саракінішт муніципалітету Гірокастра, області Гірокастра, Албанія. З 31 березня 2005 урядом Албанії місцевість проголошено Національним археологічним парком. До руїн можна дістатись з Гірокастри автомобілем, або природною стежкою.
Археологічний парк відомий завдяки щорічному Фестивалю язичницьких ритуалів та популярних ігор (алб. Festivali i Riteve Pagane dhe Lojrave Popullore), що проводиться з 2007 року. 2011 року в селі проводилась щорічна кулінарна виставка, що представляла найкращі місцеві продукти органічного виробництва, а також традиційні страви.
Стародавнє місто було ідентифіковано та розкопано албанським археологом Дімостеном Будіною. Більш недавно на місці археологічних розкопок працює албансько-грецька команда археологів.